# Saint-Pardoux, Puy-de-Dôme
Saint-Pardoux är en kommun i departementet Puy-de-Dôme i regionen Auvergne-Rhône-Alpes i centrala Frankrike. Kommunen ligger i kantonen Menat som tillhör arrondissementet Riom. År 2022 hade Saint-Pardoux 428 invånare.

## Befolkningsutveckling
Antalet invånare i kommunen Saint-Pardoux
| Referens: INSEE |